# Klaus Picard
Klaus Picard (* 2. März 1955 in Wuppertal) ist ein deutscher Manager in der Mineralölindustrie.

## Leben
Picard studierte an der Universität Bonn und wurde dort 1982 mit seiner Dissertation Zur Problematik des Einsatzes von Glyphosate bei Direktsaaten auf dem Grünland promoviert. Anschließend begann er seine Berufskarriere bei der Deutschen Shell. Nach Leitungsfunktionen im Marketing und Vertrieb war er in der Londoner Unternehmenszentrale als Shareholder Representative im  Chemiebereich und im Flüssiggas-Marketing tätig mit Zuständigkeit für die Entwicklung neuer Märkte. Seit 1997 war er Direktor Unternehmenskommunikation und Wirtschaftspolitik mit Verantwortung für den deutschsprachigen Raum und Osteuropa, was er bis Anfang 2004 blieb.
Am 1. Februar 2004 wurde Picard als Nachfolger des Ende Oktober 2003 verstorbenen Peter Schlüter Hauptgeschäftsführer des Mineralölwirtschaftsverbandes (MWV) in Hamburg. Insbesondere im Zusammenhang mit der Einführung des Biokraftstoffes E10 wurde er einer breiten Öffentlichkeit bekannt.

## Veröffentlichungen
- Zur Problematik des Einsatzes von Glyphosate bei Direktsaaten auf dem Grünland, Dissertation, Bonn 1982